# Liste der Universitäten und Hochschulen in Schweden
Dies ist eine Liste der Universitäten und Hochschulen in Schweden. Die Nationale Agentur für Höhere Bildung (Högskoleverket), die vom schwedischen Ministerium für Erziehung, Forschung und Kultur beauftragte Behörde zur Leitung und Verwaltung des höheren Bildungssystems, listet 14 staatliche Universitäten und vier „unabhängige Institutionen“ mit voller Anerkennung von postgraduierten Studienabschlüssen.
Hinzu kommen 24 staatliche Hochschulen, die den deutschen Fachhochschulen entsprechen, und 10 „unabhängige Programmanbieter“, mit Anerkennung von untergraduierten Studienabschlüssen gemäß dem schwedischen Hochschulsystem. Vier von diesen 24 staatlichen Hochschulen sind jedoch auch berechtigt volle Universitätsabschlüsse auszustellen, was auch auf aktuell stattfindende Veränderungen im schwedischen Bildungssystem hinweist.

## Universitäten

### Staatliche Universitäten
| Universität                                     | Gründungsjahr als Universität | Erstgründung als Hochschule | Studenten (gesamt, WS 2020/21) | Etat (2021, in Mio. SEK) |
| ----------------------------------------------- | ----------------------------- | --------------------------- | ------------------------------ | ------------------------ |
| Universität Uppsala                             | 1477                          | –                           | 48.471                         | 7.825                    |
| Universität Lund                                | 1666                          | –                           | 39.995                         | 9.466                    |
| Universität Göteborg                            | 1954                          | 1891                        | 48.591                         | 7.302                    |
| Universität Stockholm                           | 1960                          | 1878                        | 55.181                         | 5.836                    |
| Karolinska-Institut                             | 1965                          | 1810                        | 9.679                          | 7.560                    |
| Universität Umeå                                | 1965                          | –                           | 30.214                         | 4.823                    |
| Königlich Technische Hochschule Stockholm       | 1970                          | 1827                        | 15.585                         | 5.408                    |
| Universität Linköping                           | 1975                          | 1969                        | 29.109                         | 4.556                    |
| Schwedische Universität für Agrarwissenschaften | 1977                          | −                           | 6.778                          | 4.053                    |
| Technische Universität Luleå                    | 1997                          | 1971                        | 16.282                         | 1.920                    |
| Universität Karlstad                            | 1999                          | 1977                        | 17.602                         | 1.312                    |
| Universität Örebro                              | 1999                          | 1977                        | 14.408                         | 1.620                    |
| Mittuniversitetet                               | 2005                          | 1993                        | 20.326                         | 1.161                    |
| Linné-Universität                               | 2010                          | 2010                        | 36.969                         | 2.153                    |

### Unabhängige Institutionen
- Technische Hochschule Chalmers
- Handelshochschule Stockholm
- Jönköping University
- World Maritime University mit Hauptsitz in Malmö

## Hochschulen

### Staatliche Hochschulen
(* mit der Berechtigung Postgraduiertenabschlüsse auszustellen)
- Technische Hochschule Blekinge *
- Hochschule Borås
- Hochschule Dalarna
- Hochschule Gävle
- Hochschule auf Gotland
- Hochschule Halmstad
- Hochschule Kristianstad
- Hochschule Mälardalen *
- Universität Malmö *
- Hochschule Skövde
- Hochschule Södertörn
- Konstfack Stockholm
- Königliche Musikhochschule Stockholm
- Kungliga Konsthögskolan Stockholm
- Försvarhögskolan Stockholm/Karlstad
- Hochschule für Film, Radio, Fernsehen und Theater Stockholm
- Gymnastik- und Sporthochschule Stockholm
- Opernhochschule Stockholm
- Tanzhochschule Stockholm
- Theaterhochschule Stockholm
- Hochschule West in Trollhättan

### Unabhängige Programmanbieter
- Designhochschule Beckmans
- Ersta-Sköndal-Hochschule Stockholm
- Forstschule Gammelkroppa
- Theologisches Seminar Johannelund
- Rot-Kreuz-Hochschule Stockholm
- Königin-Sophia-Hochschule für Krankenpflege
- Newmaninstitut Uppsala
- Stockholms musikpädagogisches Institut (Hochschule für Musikpädagogik)
- Theologische Hochschule Stockholm
- Theologisches Seminar Örebro

### * Undefiniert
- Hochschule Göteborg
- Lehrerhochschule Malmö
- Hochschule Uppsala

### Ehemalige
- Lehrerhochschule Stockholm (seit 2008 zur Universität Stockholm gehörig)